# Мариинский район
Марии́нский райо́н — административно-территориальная единица (административный район) в Кемеровской области России. В границах района образован Мариинский муниципальный округ (с 2004 до 2021 года — муниципальный район).
Административный центр — город Мариинск (в район не входит).

## География
Район расположен на севере Кемеровской области. Граничит на западе с Ижморским, на востоке с Тяжинским, на юге с Чебулинским районами Кемеровской области, а также на севере с Томской областью, на северо-востоке с Красноярским краем.

## История
Мариинск — уездный город Томской губернии на главном почтовом тракте и на линии Сибирской железной дороги, на левом высоком берегу реки Кии, в 210 верстах от губернского города. 1089 жилых домов. Каменный собор и деревянная церковь, еврейский молитвенный дом, больница, базарная площадь, общественное собрание, 2 пристани и 1 барак для размещения переселенцев. Городское 2-классное училище и приходская гимназия. Жителей 7 421; из них 71 % городских сословий, остальная часть состоит из чиновников, духовных, отставных чинов, разночинцев, ссыльно-поселенцев и крестьян. Вот примерная выписка из всероссийской ревизии и переписи населения в 1897 году.
Прежде Мариинск был город Кийск, основанном в первой половине 18 века. В 1856 году в восточной части Томского округа образован был особый округ, при нём г. кийск назначен окружным городом с переименованием в город Мариинск.
4 сентября 1924 года Постановлением Сибирского Революционного комитета в составе Томского округа Сибирского края был образован Мариинский район. С 1930 года в составе Западно-Сибирского края, с 1937 года — в Новосибирской области. 26 января 1943 года район вошёл в состав новой Кемеровской области.
Указом Президиума Верховного Совета РСФСР от 3 июня 1959 года Мариинский городской совет и Мариинский районный совет были объединены в один Мариинский городской совет; Мариинский район был при этом сохранён как территориальная единица.
В соответствии с указом Президиума Верховного Совета РСФСР от 1 февраля 1963 года «Об укрупнении районов, образовании промышленных районов и изменении подчинённости районов и городов Кемеровской области» был упразднён Чебулинский район, его земли были переданы в состав Мариинского сельского района.
Указом Президиума Верховного Совета РСФСР от 11 января 1965 года Мариинский сельский район был преобразован в район; городской и районный Советы объединены в один Мариинский городской совет депутатов трудящихся с сохранением района как территориальной единицы.
Указом Президиума Верховного Совета РСФСР от 30 декабря 1966 года был вновь образован Чебулинский район.
Указом Президиума Верховного Совета РСФСР от 10 ноября 1976 года был образован районный Совет депутатов трудящихся, которому были переданы в административное подчинение сельсоветы, ранее подчинённые горсовету.

## Население
Административный район (без города областного подчинения Мариинск)
| 1939   | 2018    | 2021    | 2025    |
| ------ | ------- | ------- | ------- |
| 61 089 | ↘54 341 | ↘51 600 | ↘50 001 |

### Урбанизация
Городское население в районе отсутствует, в муниципальном округе (муниципальном районе) с городом Мариинском оно составляет 79,76 % от всего населения.

## Административно-муниципальное устройство
В рамках административно-территориального устройства области выделяются административно-территориальные единицы: Мариинский административный район и город областного подчинения Мариинск. Мариинский административный район при этом включает 12 сельских территорий, границы которых совпадают с одноимёнными бывшими сельскими поселениями упразднённого муниципального района.
В рамках муниципального устройства, Мариинский муниципальный район с декабря 2004 до 1 июня 2021 года включал 13 муниципальных образований, в том числе 1 городское и 12 сельских поселений:
| №  | Бывшее муниципальное образование       | Административный центр | Количество населённых пунктов | Население (чел.) | Площадь (км²) |
| -- | -------------------------------------- | ---------------------- | ----------------------------- | ---------------- | ------------- |
| 1  | Мариинское городское поселение         | город Мариинск         | 1                             | 40 779           | 57,20         |
| 2  | Белогородское сельское поселение       | село Белогородка       | 3                             | 456              | 292,51        |
| 3  | Благовещенское сельское поселение      | село Благовещенка      | 4                             | 1257             | 726,31        |
| 4  | Большеантибесское сельское поселение   | село Малый Антибес     | 6                             | 568              | 302,75        |
| 5  | Калининское сельское поселение         | посёлок Калининский    | 7                             | 1448             | 414,65        |
| 6  | Кийское сельское поселение             | деревня Пристань 2-я   | 5                             | 1297             | 202,13        |
| 7  | Красноорловское сельское поселение     | село Красные Орлы      | 4                             | 1146             | 297,92        |
| 8  | Лебяжье сельское поселение             | посёлок Лебяжий        | 6                             | 679              | 1888,44       |
| 9  | Малопесчанское сельское поселение      | село Малопесчанка      | 3                             | 559              | 358,24        |
| 10 | Николаевское сельское поселение        | село Николаевка 2-я    | 3                             | 452              | 242,51        |
| 11 | Первомайское сельское поселение        | посёлок Первомайский   | 4                             | 518              | 168,22        |
| 12 | Сусловское сельское поселение          | село Суслово           | 6                             | 2215             | 329,51        |
| 13 | Таёжно-Михайловское сельское поселение | село Таёжно-Михайловка | 4                             | 226              | 326,45        |

К 1 июня 2021 года муниципальный район и все входившие в его состав городские и сельские поселения были упразднены и объединены в Мариинский муниципальный округ.

## Населённые пункты
В Мариинском административном районе 53 населённых пунктов (без города областного подчинения Мариинск).
В Мариинском муниципальном округе 54 населённых пунктов (с г. Мариинском)
В сносках к названию населённого пункта указана бывшая муниципальная принадлежность
| №  | Населённый пункт     | Население |
| -- | -------------------- | --------- |
| 1  | Мариинск             | ↘39 883   |
| 2  | Суслово              | ↘2829     |
| 3  | Калининский          | 1533      |
| 4  | Красные Орлы         | 1391      |
| 5  | Благовещенка         | 1147      |
| 6  | Пристань 2-я         | 994       |
| 7  | Первомайский         | 751       |
| 8  | Малопесчанка         | 719       |
| 9  | Белогородка          | 681       |
| 10 | Николаевка 2-я       | ↘518      |
| 11 | Тюменево             | 420       |
| 12 | Большой Антибес      | 396       |
| 13 | Приметкино           | 365       |
| 14 | Таёжно-Михайловка    | 335       |
| 15 | Лебяжий              | 333       |
| 16 | Колеул               | 330       |
| 17 | Кирсановка           | 317       |
| 18 | Тенгулы              | 309       |
| 19 | Пихтовка             | 295       |
| 20 | Обояновка            | 282       |
| 21 | Раевка               | 255       |
| 22 | Малый Антибес        | 238       |
| 23 | Камышенка            | 205       |
| 24 | Знаменка             | ↘199      |
| 25 | Рубино               | ↘195      |
| 26 | Антибесская          | 184       |
| 27 | Мальковка            | 153       |
| 28 | Константиновка       | ↘143      |
| 29 | Петровка             | 139       |
| 30 | Заречный             | 138       |
| 31 | Туйла                | 132       |
| 32 | Тундинка             | 131       |
| 33 | Правдинка            | 128       |
| 34 | Кайдулы              | 115       |
| 35 | Куркули              | 110       |
| 36 | Чистопольский        | 97        |
| 37 | Милехино             | 80        |
| 38 | Николаевка 1-я       | 78        |
| 39 | Калининский          | 77        |
| 40 | Подъельники          | 75        |
| 41 | Раздольное           | 68        |
| 42 | Фёдоровка            | ↘64       |
| 43 | Столяровка           | ↘53       |
| 44 | Ивановка             | ↘48       |
| 45 | Приметкино           | 43        |
| 46 | Таёжно-Александровка | 40        |
| 47 | Бобровский           | 39        |
| 48 | Святогорка           | ↘39       |
| 49 | Юрьевка              | 38        |
| 50 | Зенкино              | 19        |
| 51 | 10-й разъезд         | 10        |
| 52 | Заборье              | 6         |
| 53 | Кийский              | 0         |
| 54 | Комиссаровка         | 0         |

Упразднённые населённые пункты:
- 2025 год — разъезд 3747 км, деревня Тонгул

## Образование
Школы, детские сады, «Мариинский политехнический техникум» в Мариинске, "Мариинский педагогический колледж имени императрицы Марии Александровны" в поселке Калининский